# Anonima cocottes
Anonima cocottes è un film del 1960 diretto da Camillo Mastrocinque.

## Trama
Il soggetto fu ispirato a un caso giudiziario allora recente. 
Un bancario, funzionario di basso livello ma di specchiata e inflessibile onestà, il ragionier Paolo Robotti, sostituendo temporaneamente un cassiere dell'agenzia, scopre che il presidente e il direttore della banca si sono appropriati di 90 milioni di lire. Per mettere a tacere lo scandalo, i due funzionari invitano l'uomo a ignorare la malefatta in cambio di un milione di lire, ma egli rifiuta il tentativo di corruzione e viene licenziato. L'amareggiato ormai ex bancario, dopo aver tentato il suicidio, incontra la bella Jeanne, affascinante prostituta anch'ella suicida mancata a seguito delle delusioni di una vita difficile; riconoscendo l'incrollabile onestà del disoccupato Robotti, Jeanne lo convince a prestarsi come amministratore di una società fra lei e altre colleghe, che sarà chiamata “Anonima Cocottes”. Il funzionario diventa il gestore dell'organizzazione e le prostitute prendono il controllo del paese. Investendo i guadagni delle ragazze, l'amministratore intraprende lucrose operazioni di borsa, e l'Anonima Cocottes conquista la maggioranza azionaria della banca dalla quale egli era stato licenziato. 
Ormai ricco, l'ex bancario si sposa, ma presto il matrimonio naufraga e lui si ritrova nuovamente in bolletta; un nuovo incontro con Jeanne gli fa scoprire che la felicità era già a portata di mano.
Tra un notevole cast di giovani e belle fanciulle, a fianco di Anita Ekberg spiccano Valeria Fabrizi, bellezza procace e conturbante, Angela Luce e una giovanissima e deliziosa Gabriella Farinon nei panni di "Patrizia".